# Enes Sali
Enes Sali (Toronto, 2006. február 23. –) román válogatott labdarúgó, jelenleg az Er-Rijád játékosa, kölcsönben az FC Dallastól.

## Gyermekkora
Az Ontario állambeli Torontóban született, 11 éves koráig a Woodbridge Strikers csapatában nevelkedett. 2017-ben egy nemzetközi torna során a Barcelona felfigyelt rá, és két szezonra a katalánokhoz igazolt. Később problémákba ütköztek a FIFA-val, és el kellett engedniük. A korábbi román válogatott Gheorghe Hagi ezután rábeszélte Sali édesapját, hogy költözzön vissza fiával Romániába, és folytassa pályafutását Hagi akadémiáján.

## Pályafutása

### Klubcsapatokban
2021. augusztus 9-én, a Sepsi OSK ellen 1–0-ra megnyert bajnoki mérkőzésen debütált 15 évesen, az immár Farul Constanța néven futó csapatban. 2021. szeptember 13-án 15 évesen, hat hónaposan és 21 naposan az Academica Clinceni elleni 5–0-s győzelem alkalmával gólt lőtt, ezzel ő lett a legfiatalabb játékos, aki gólt szerzett a román első osztályban. 2023. október 11-én, a The Guardian című angol lap a 2006-ban született legjobb játékosok közé választotta a világon.
2023. december 4-én hosszútávú szerződést írt alá az MLS-ben szereplő Dallas csapatával. Az idényt a második csapatukkal, a North Texas SC-vel kezdte az MLS Next Pro-ban. Április 14-én, a szezonbeli harmadik mérkőzésén szerezte meg első gólját a csapatban. 2024. augusztus 1-jén debütált az FC Dallasban, a mexikói Juárez elleni Leagues Cup mérkőzésen.

### A válogatottban
2021. november 3-án, 15 évesen meghívót kapott a román válogatottba a 2022-es FIFA-világbajnokság Izland és Liechtenstein elleni selejtező meccsekre. A Gazeta Sporturilor című román lap később arról számolt be, hogy Kanada is megkereste őt, de végül Románia mellett tette le voksát. November 14-én debütált a válogatottban Liechtenstein ellen Andrei Ivan cseréjeként 15 évesen és 264 naposan, ezáltal ő lett a legfiatalabb európai játékos, aki tétmeccsen játszott.

## Magánélete
Szülei Konstancában ismerkedtek meg, és mindketten török származásúak. Miután összeházasodtak Kanadába költöztek, ahol az édesanyja családja már több évtizede élt. Édesapjával 2019-ben költözött vissza Romániába.

## Statisztika

### Klubcsapatokban
2024. október 6-i állapot szerint.
| Klub                        | Szezon           | Bajnokság           | Bajnokság | Bajnokság | Kupa  | Kupa  | Nemzetközi | Nemzetközi | Egyéb | Egyéb | Összes | Összes |
| Klub                        | Szezon           | Liga                | Mérk.     | Gólok     | Mérk. | Gólok | Mérk.      | Gólok      | Mérk. | Gólok | Mérk.  | Gólok  |
| --------------------------- | ---------------- | ------------------- | --------- | --------- | ----- | ----- | ---------- | ---------- | ----- | ----- | ------ | ------ |
| Farul Constanța             | 2021–22          | Liga I              | 20        | 1         | 0     | 0     | —          | —          | —     | —     | 20     | 1      |
| Farul Constanța             | 2022–23          | Liga I              | 19        | 2         | 3     | 0     | —          | —          | —     | —     | 22     | 2      |
| Farul Constanța             | 2023–24          | Liga I              | 11        | 1         | 3     | 0     | 1          | 0          | 1     | 0     | 16     | 1      |
| FC Dallas                   | 2024             | Major League Soccer | 0         | 0         | 0     | 0     | —          | —          | 1     | 0     | 1      | 0      |
| North Texas SC (kölcsönben) | 2024             | MLS Next Pro        | 25        | 8         | —     | —     | —          | —          | 4     | 1     | 29     | 9      |
| Karrier összesen            | Karrier összesen | Karrier összesen    | 75        | 12        | 6     | 0     | 1          | 0          | 6     | 1     | 88     | 13     |

Jegyzetek
1. ↑  Mérkőzése(i) a Bajnokok Ligájában
2. ↑  Mérkőzése(i) az MLS Next Pro rájátszásban

### A válogatottban
2024. december 16-i állapot szerint.
| Románia  | Románia | Románia |
| Év       | Mérk.   | Gólok   |
| -------- | ------- | ------- |
| 2021     | 1       | 0       |
| Összesen | 1       | 0       |

#### Mérkőzései a román válogatottban
2024. december 16-i állapot szerint.
| #  | Dátum              | Ellenfél      | Eredmény | Kiírás       | Esemény |
| -- | ------------------ | ------------- | -------- | ------------ | ------- |
| 1. | 2021. november 14. | Liechtenstein | 2 – 0    | Vb-selejtező | 82'     |

## Sikerei, díjai
Farul Constanța
- Román bajnok: 2022–2023[18][19]
- Román szuperkupa ezüstérmes: 2023[20]

 North Texas SC
- MLS Next Pro alapszakasz győztes: 2024[21]

## Fordítás
- Ez a szócikk részben vagy egészben  az   Enes Sali című angol Wikipédia-szócikk ezen változatának fordításán alapul.  Az eredeti cikk szerkesztőit annak laptörténete sorolja fel. Ez a jelzés csupán a megfogalmazás eredetét és a szerzői jogokat jelzi, nem szolgál a cikkben szereplő információk forrásmegjelöléseként.

### Közösségi platformok
- Enes Sali az Instagramon

### Egyéb weboldalak
- Enes Sali adatlapja a Transfermarkt oldalán (angolul)
- Enes Sali adatlapja a National Football Teams oldalán (angolul)
- Enes Sali adatlapja a Soccerway oldalon (angolul)
- Enes Sali adatlapja az MLS oldalán (angolul)
- Enes Sali adatlapja a Saudi Pro League oldalán (angolul)
- Enes Sali adatlapja a Farul Constanța oldalán (románul)
- Enes Sali adatlapja Archiválva 2021. augusztus 11-i dátummal a Wayback Machine-ben az lpf.ro oldalán (románul)